# Le Porge
Le Porge – miejscowość i gmina we Francji, w regionie Nowa Akwitania, w departamencie Żyronda.
Według danych na rok 1990 gminę zamieszkiwało 1230 osób, a gęstość zaludnienia wynosiła 8 osób/km² (wśród 2290 gmin Akwitanii Le Porge plasuje się na 353. miejscu pod względem liczby ludności, natomiast pod względem powierzchni na miejscu 10.).